# All Cheerleaders Die
All Cheerleaders Die é um filme norte-americano do gênero horror comédia e suspense realizado por Lucky McKee e Chris Sivertson, que foi lançado a 5 de Setembro de 2013 no Festival de Toronto, Canadá e nos cinemas em Junho de 2014. É um remake do filme homónimo, All Cheeleaders Die, de 2001.

## Enredo
Depois de sua amiga de infância Alexis (Felisha Cooper) morrer durante a execução de um movimento de torcida, a rebelde Maddy (Caitlin Stasey) fica horrorizada quando o  namorado de Alexis, Terry (Tom Williamson) começa imediatamente a namorar a líder de torcida Tracy (Brooke Butler) que era melhor amiga de Alexis. Como resultado Maddy decide que ela vai se juntar à equipe de torcida, como eles devem agora encontrar uma substituta para Alexis, com a intenção de buscar vingança contra Terry e Tracy. Ela faz isso, fazendo os dois duvidarem da fidelidade um do outro, e ao mesmo tempo, seduzir Tracy a si mesma. As coisas tomam um rumo mortal quando um acidente de carro resulta na morte de várias líderes de torcida, que a ex-namorada de Maddy, Leena(Sianoa Smit-McPhee) usa a seu favor, trazendo de volta a vida  as líderes de torcida mortas, em um ritual mágico. As líderes de torcida se encontram com uma nova forma de se viver tendo que Beber sangue humano, de preferência de jogadores de futebol responsáveis pelo seu acidente de carro. Ao fim do filme Alexis é ressuscitada por acidente, e isso nos da a plena certeza que terá a Parte 2 do filme.

## Elenco
- Caitlin Stasey como Maddy Killian
- Sianoa Smit-McPhee como Leena Miller
- Brooke Butler como Tracy Bingham
- Amanda Grace Cooper como Hanna Popkin
- Reanin Johannink como Martha Popkin
- Tom Williamson como Terry Stankus
- Chris Petrovski como George Shank
- Leigh Parker como Manchester 'Manny' Mankiewitz
- Nicholas S. Morrison como Ben
- Jordan Wilson como Vik De Palma
- Felisha Cooper como Alexis Andersen

## Recepção
A recepção crítica para All Cheerleaders Die tem sido quase sempre positivo e que o filme tem uma classificação de 80% "fresco" no Rotten Tomatoes, baseado em 5 opiniões.[carece de fontes?]

## Ligações Externas
- All Cheerleaders Die. no IMDb.